# جعفر کاویان
جعفر کاویان (زاده ۱۸۹۵ – درگذشته ۱۹۷۵) نظامی و سیاست‌مدار اهل ایران بود، که به‌عنوان وزیر دفاع حکومت خودمختار آذربایجان فعالیت می‌کرد.